# Người Uzbek
Người Uzbek (Oʻzbek, pl. Oʻzbeklar) (giản thể: 乌孜别克族; phồn thể: 烏孜别克族; Hán-Việt: Ô Tư Biệt Khắc tộc; bính âm: Wūzībiékè zú) 
là một dân tộc Turk cư trú tại Trung Á. Đây là dân tộc chính của Uzbekistan, và một lượng lớn người Uzbek cũng sinh sống tại Afghanistan, Tajikistan, Kyrgyzstan, Turkmenistan, Kazakhstan, Nga, Pakistan, Mông Cổ và Tân Cương thuộc Trung Quốc. Một số người Uzbek lưu vong từ Trung Á, chủ yếu là từ Uzbekistan và Afghanistan hiện đang sống tại Iran, Thổ Nhĩ Kỳ, Ả Rập Xê Út, Bắc Mỹ và Tây Âu.
Theo Joshua Project người Uzbek có dân số năm 2019 là 35,3+ triệu người , và chia hai nhánh là Uzbek Bắc 30,9 triệu người cư trú chủ yếu ở Uzbekistan và lân cận , và Uzbek Nam 4,4 triệu người cư trú chủ yếu ở Afghanistan . 

## Tên gọi
Nguồn gốc của từ Uzbek/Uzbak vẫn đang trong vòng tranh cãi. Một cách nhìn nhận cho rằng từ này được bắt nguồn từ Khan Uzbeg. Các nghiên cứu khác cho rằng tên gọi này có nghĩa là độc lập hay bản thân chúa tể, bắt nguồn từ Oʻz (tự) và Bek/Bak/Bey/Beg/Bag (có nguồn gốc Turk nghĩa là một tước vị quý tộc). Tuy nhiên, có các lý giải khác cho là âm Uz bắt nguồn từ Người Turk Oghuz từng được gọi là Uz hoặc Uguz được kết hợp với từ Bey hay Bek để tạo thành Uguzbey, có nghĩa là "Vua của những người Turk". Trong khi đó, tại vùng Tân Cương Trung Quốc họ được gọi với tên là Ô Tư Biệt Khắc tộc (dân tộc Ô Tư Biệt Khắc).